# Natuur en Wetenschap vzw
Natuur en Wetenschap vzw, afgekort geschreven als NeW, is een jeugdvereniging die in Vlaanderen actief is sinds 1987. De vereniging richt zich tot jeugd en jongeren van 8 tot 30 jaar, waarbij wetenschappen en natuur centraal staan.

## Geschiedenis
Op 15 september 1987 wordt de vereniging "Natuur en Wetenschap" (in het kort NeW) gesticht. De naam van de stichting vloeit voort uit de doelstelling van de stichting: "een vereniging oprichten met als kerntaak het populariseren van de weten-schap maar in de optiek ... met respect voor de natuur". In 1988 worden de statuten gepubliceerd in het Belgisch Staatsblad en vanaf het voorjaar 1991 worden de eerste wedstrijden voor wetenschappelijke uiteenzettingen voor 15 tot 18-jarigen georganiseerd. In 1991 volgt de eerste wedstrijd voor 12 tot 14-jarigen.
Vanaf 1994 worden de bestaande activiteiten en doelstellingen verder uitgebouwd en werkt NeW actief mee aan de van de Vlaamse Wetenschapsweek en aan de uitgave van het tijdschrift MENS (Mens, Educatie, Natuur en Samenleving).
NeW wordt vanaf 2005 voor projectontwikkeling, structureel ondersteund door het Ministerie van de Vlaamse Gemeenschap, Afdeling Wetenschapsbeleid & Innovatie.

Er worden vanaf 2007/2008 structureel samenwerkingsverbanden opgericht met o.a. BASF-Antwerpen NV, Essenscia (koepel van de Chemische Nijverheid), Universiteiten van Leiden (RINO) en Brussel (wetenschapswinkel - VUB), VIB (Vlaams Instituut Biotechnologie), Katholieke Hogeschool Limburg, Katholieke Hogeschool Leuven, Porta Monsana (Gronsveld - Nederland) en Steunpunt Vakantieparticipatie.

Op 4 maart 2007 wordt een werkgroep "Ad-valvas-Acties" opgericht die zich bezighoudt met de coördinatie van de uitstappen zoals een congres in Zürich, opleidingssessies rond het thema “Mooi en Cool met Chemie” en opstart van de wetenschaps- en technologiedagen in diverse scholen (in samenwerking met EWI).
Tussen 2009 en 2011 doet NeW de volgende stappen:
Universiteit Leiden (RINO) nodigt NeW uit op een congres in Zurich (Zwitserland) omwille van onze know-how omtrent “de benaderingen van doelgroepen”.
Essenscia (koepel van de Chemische nijverheid) vraagt aan NeW om, gespreid over gans Vlaanderen 15 opleidingssessies te geven rond het thema en het gebruik van de materiaalkoffer “Mooi en Cool met Chemie”.
Op 29 februari 2012 ondertekent NeW de "Engagementsverklaring ter bescherming van de seksuele integriteit van de minderjarige in de jeugdsector" in het Vlaams Parlement.

## Structuur
Natuur en Wetenschap wordt bestuurd door een Algemene Vergadering, de Raad van Bestuur en een dagelijks bestuur. De Algemene Vergadering bestaat uit deelnemers uit de werking, die de activiteiten van de Raad van Bestuur controleren. De RvB tekent het beleid uit, dat wordt uitgevoerd door het dagelijks bestuur.
Het aanbod voor leden van verschillende leeftijdsgroepen wordt gevormd door afdelingen die lokaal verankerd zijn rond een school of wijk. Deze afdelingen kunnen meegaan met landelijk georganiseerde
uitstappen, of zelf initiatieven ontplooien. Deze regionale afdelingen worden begeleid door een vrijwillige Afdelingsverantwoordelijke. Deze verantwoordelijke zorgt voor alle communicatie met de leden en is ook het aanspreekpunt voor uitstappen en activiteiten.
Initiatieven worden doorgaans ontplooid door een werkgroep, die bestaat uit vrijwilligers. De werkgroepen worden aangestuurd door en brengen verslag uit in de kernen. Een voorbeeld van een werkgroep is I-Watchers, die wetenschappelijk nieuws op een begrijpbare manier uitleggen. Een andere werkgroep is ad-valvas die de uitstappen organiseert.

## Activiteiten

### Workshops
Natuur en Wetenschap heeft diverse (STEM)workshops uitgewerkt om jongeren kennis te laten maken met diverse aspecten van de natuur en de wetenschap. De workshops zijn ontwikkeld rondom de thema's natuur, wetenschap en diversiteit.

### Xperimentia
Sinds 2018 organiseert Natuur en Wetenschap jaarlijks Xperimentia, wat ze zelf beschrijven als een wetenschapsfestival. Dit is een evenement op de eerste zaterdag van oktober, wat samenvalt met een driedaagse  reünie voor de deelnemers van hun kampen en het begin van het werkjaar van de Advalvas.

### Kadervormingen
Elk jaar organiseert Natuur en Wetenschap kadervormingscursussen voor jongeren vanaf 16 jaar. De cursus biedt de jongeren ondersteuning bij hun activiteiten voor de vereniging. Op het programma staan onder meer EHBO, kamporganisatie en sterrenkunde. Na een positieve evaluatie wordt de jongere hulp-monitor, in het 2e jaar kan de jongere door gaan om monitor te worden.

### Advalvas (Uitstappen)
Iedere maand organiseert de vereniging een uitstap met verschillende onderwerpen naar verschillende regio's in binnen- en buitenland.

### Kampen
De organisatie organiseert niet enkel uitstappen, maar ook meerdere kampen per jaar, dit in de verschillende schoolvakanties. De binnen- en buitenlandse kampen verschillen ieder jaar van bestemming, maar er zijn ook meerdere terugkerende bestemmingen zoals: Voeren, Texel en Hongarije.

### Educatieve projecten
Natuur en Wetenschap organiseert ook verschillende projecten om wetenschap te populariseren op scholen. De wetenschappelijke medewerkers komen in de klassen van de derde graad van het basisonderwijs langs met een wetenschappelijk STEM-project.  Science4kids (in samenwerking met het Vlaams Instituut voor Biodiversiteit), Rare Jongens / Rare Meisjes of waterraketten.